# 蒂兰
蒂兰（法語：Tullins，法語發音：[tylɛ̃]）是法国伊泽尔省的一个市镇，位于该省中部，属于格勒诺布尔区。

## 地理
蒂兰（45°17'51"N, 5°29'0"E）面积28.79 平方千米，位于法国奥弗涅-罗讷-阿尔卑斯大区伊泽尔省，该省份为法国东南部内陆省份，北起顺时针与安省、萨瓦省、上阿尔卑斯省、德龙省、阿尔代什省、卢瓦尔省和罗讷省。
与蒂兰接壤的市镇（或旧市镇、城区）包括：博克鲁瓦桑、拉福尔特雷斯、莫雷特、波列纳、勒纳日、圣保罗迪佐、伊泽尔河畔圣康坦、武雷。

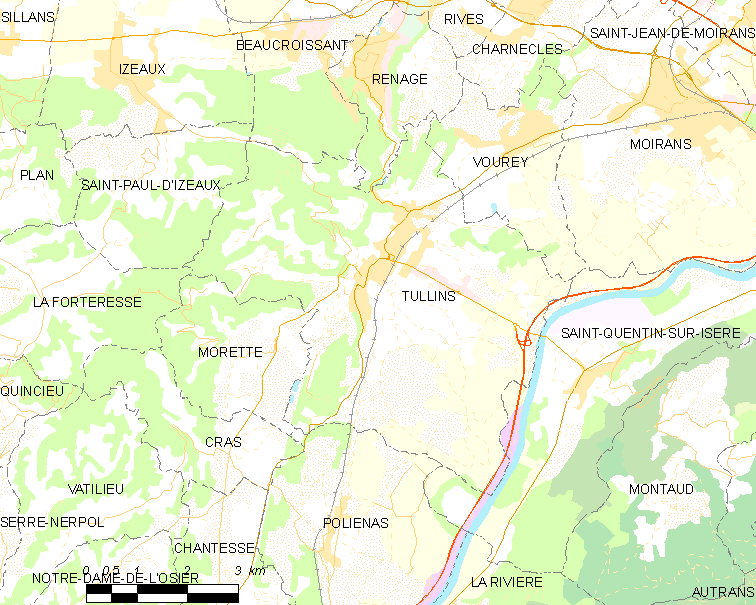
蒂兰的OSM定位图

蒂兰的时区为UTC+01:00、UTC+02:00（夏令时）。

## 行政
蒂兰的邮政编码为38210，INSEE市镇编码为38517。

## 政治
蒂兰所属的省级选区为蒂兰县。

## 人口

1962-2008年间蒂兰人口变化图示

蒂兰于2022年1月1日时的人口数量为7657人。